# Golina (stad)

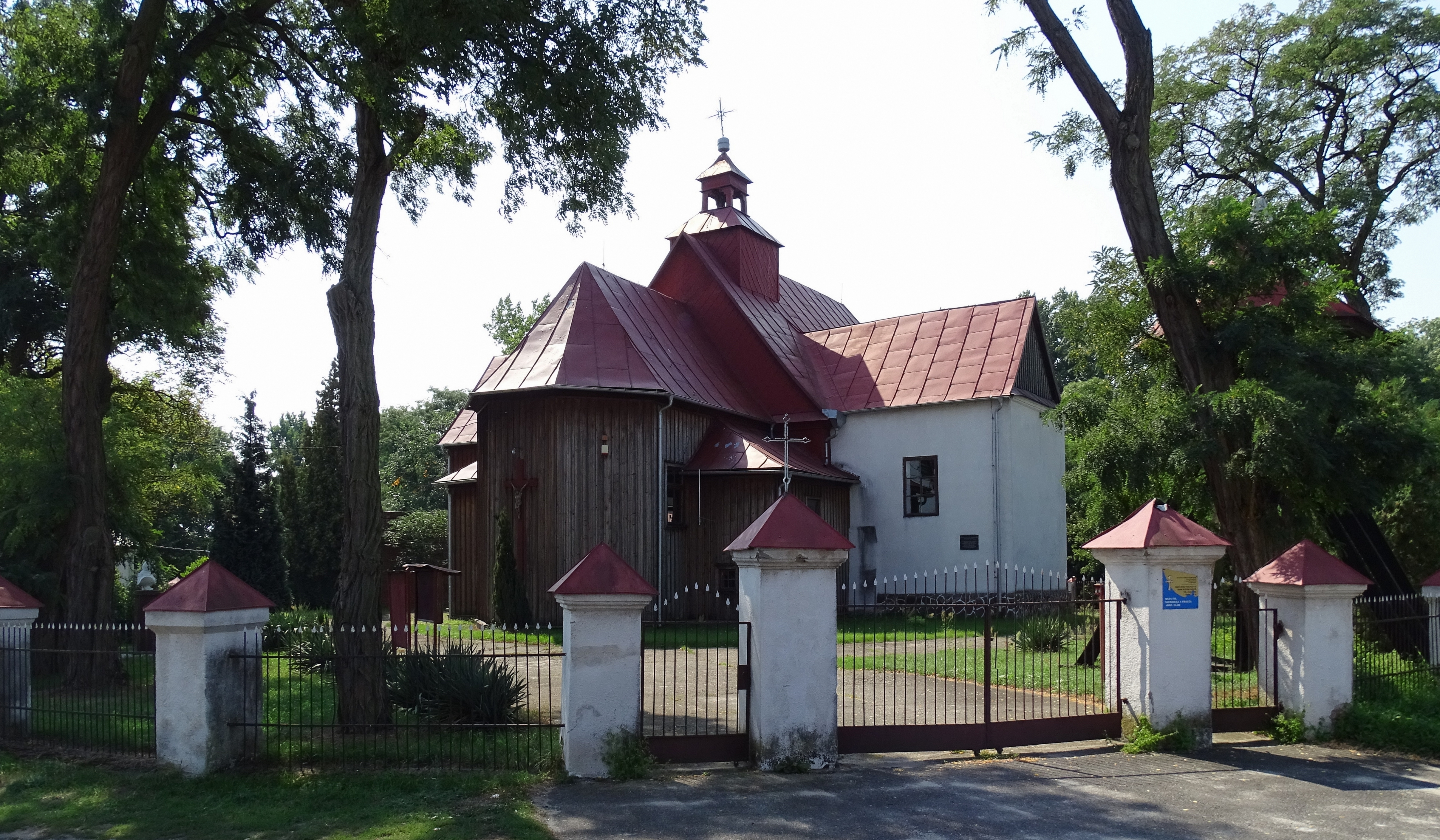
Kerk van Sint James. Opgericht in 1765.

Golina is een stad in het Poolse woiwodschap Groot-Polen, gelegen in de powiat Koniński. De oppervlakte bedraagt 3,57 km², het inwonertal 4366 (2005).